# Aceitunilla
Aceitunilla es una localidad española, alquería del concejo de Nuñomoral, perteneciente a la provincia de Cáceres, en la comunidad autónoma de Extremadura. Está ubicada en las Las Hurdes.

## Toponimia
El topónimo deriva del árabe الزيتومنة (az-Zaītūna), «el olivar», al que se ha aplicado el sufijo diminutivo español -illa.

## Historia
A mediados del siglo XIX, el lugar, una alquería del ayuntamiento de Nuñomoral, tenía contabilizada una población de 87 habitantes. Aparece descrito en el primer volumen del Diccionario geográfico-estadístico-histórico de España y sus posesiones de Ultramar de Pascual Madoz de la siguiente manera:

ACEITUNILLA: alq. de la prov. de Cáceres (21 leg.), part. jud. de Granadilla (5), agregada al ayunt. y felig. de Nuño-Moral, territorio de las Hurdes, sit. en el declive de una áspera colina con esposicion al N., á la izq. del arroyo Avellanar, bien ventilada menos por los aires del N.-O. y sana, pues solo se padecen algunas tercianas y pulmonías: tiene 21 casas de un solo piso, la mitad reunidas y la otra mitad aisladas; todas de tan mala distribucion, que las personas habitan con los animales domésticos y de labor, así como beben de la misma agua del arroyo, á pesar de haber en el term. fuentes perennes y potables. Este confina por N. y E. con tierras del conc. y posesiones de Nuño-moral, y por S. y O. con las del Pino-franqueado, y su conc. siendo sus lím. de 1/2 leg. hacia el primer punto, y de 3/4 hácia el segundo, y ocupando cerca de 1,700 fan. de tierra, áspera en su mayor parte é inculta, de monte bajo, de brezo y castaños, con huertas y posesiones cerradas, que benefician con las aguas del arroyo y fuentes. Los caminos son veredas de pueblo á pueblo, en malísimo estado. Prod. las principales son centeno, castañas, judias blancas, aceite, vino, lino, patatas, verduras y legumbres, ganado cabrio y vacuno: el trigo es escasísimo, y pocas tambien las frutas: pobl. 20 vec., 87 alm. todos propietarios: ind. 3 telares de lienzos del pais, y un molino harinero de una piedra, movida por el agua del arroyo. contr. con Nuñomoral (V.).
(Madoz, 1845, p. 69)

## Accesos
A Aceitunilla puede accederse por la carretera EX-204 tanto en el sentido que viene de Coria como acceder por Salamanca. Una vez se llega a Vegas de Coria se toma dirección Nuñomoral, poco antes de llegar se encuentra el desvío para la alquería.

## Patrimonio

### Arte rupestre

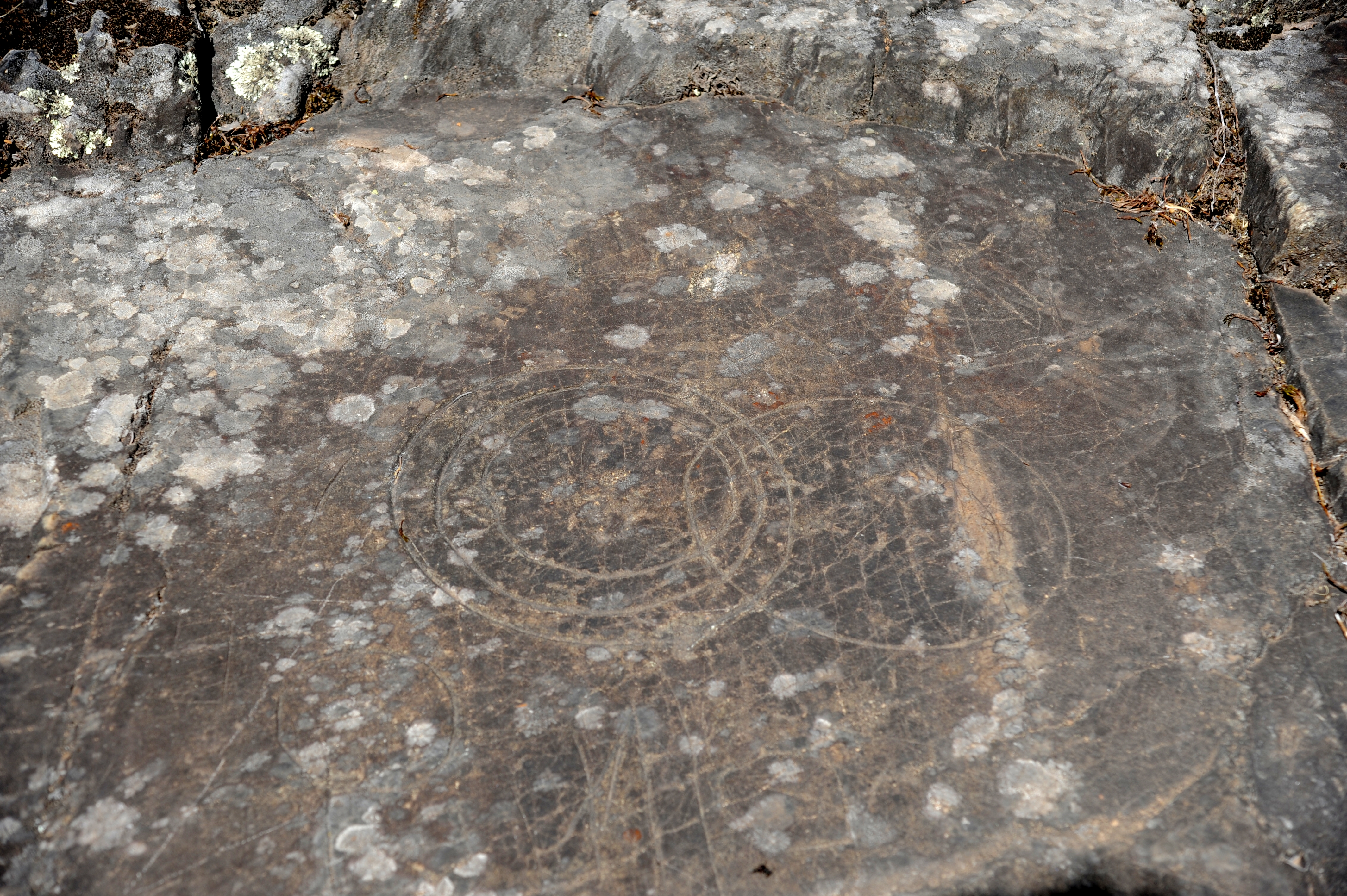
Petroglifos de Aceitunilla

En el término de la alquería existen yacimientos de arte rupestre: petroglifos característicos de esta zona  y un santuario prerromano descubierto por el arqueólogo, de la Universidad Complutense de Madrid, Saúl Martín González.

### Arquitectura vernácula

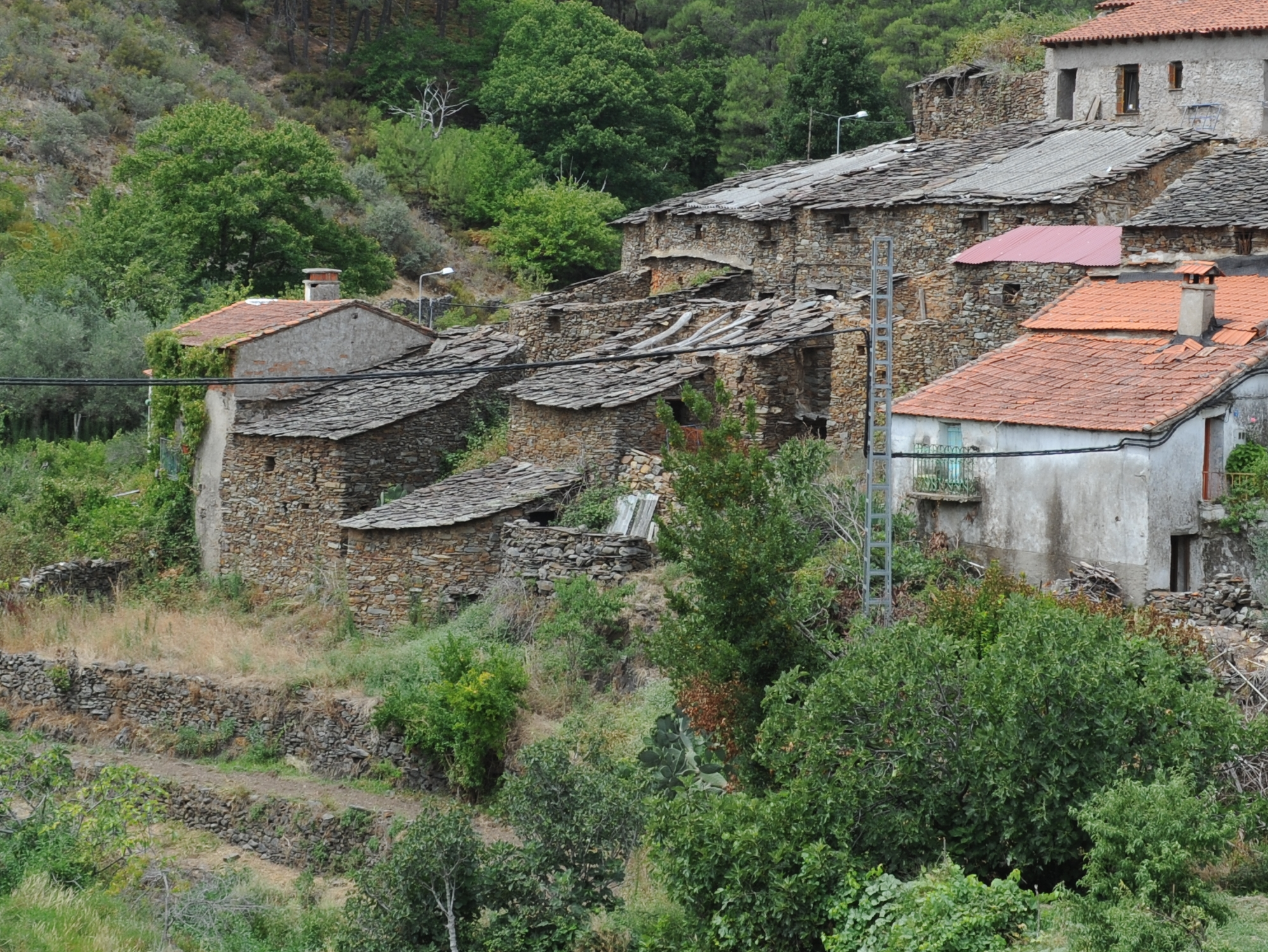
Casas hurdanas en Aceitunilla

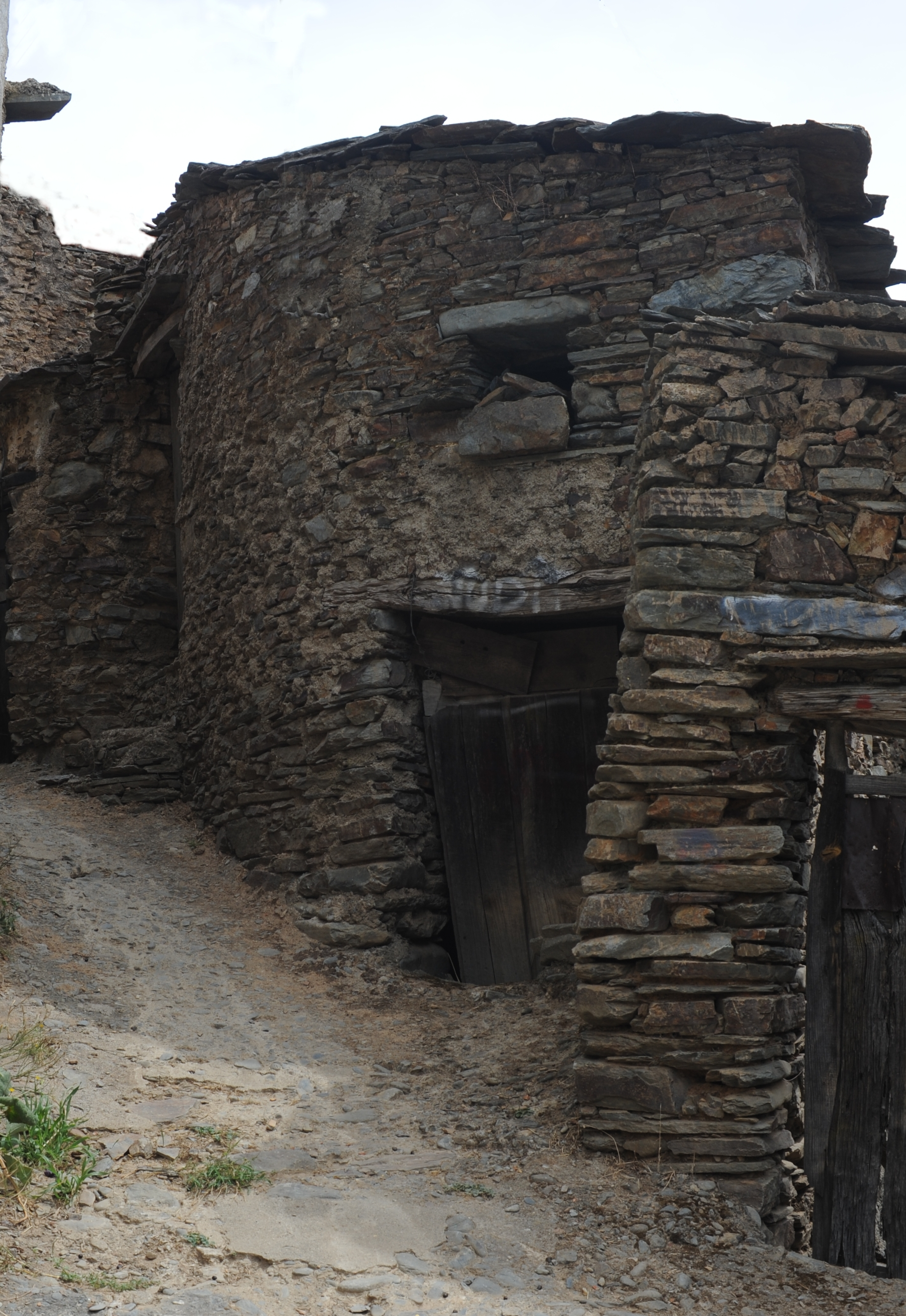
Arquitectura de Aceitunilla

Aceitunilla conserva buenas muestras de las casas hurdanas construidas enteramente con piedra de pizarra y cubiertas con lajas de pizarra. Estas viviendas están emparentadas con la palloza del noroeste peninsular. Su origen es prerromano, presumiblemente celta con similitudes en las edificaciones de la cultura castreña.
Son muchos los que abogan porque se conserven estas construcciones tan características y no se destruyan, de modo que sean declarados estos núcleos antiguos como Bien de Interés Cultural.

### Arquitecturas religiosa
Iglesia parroquial católica bajo la advocación de San Antonio de Padua, a cargo del párroco de Nuñomoral, en la diócesis de Coria.

## Fiestas patronales
En Aceitunilla se celebran dos fiestas a lo largo del año:
- Fiestas de San Antonio. Estas fiestas, en honor al patrón del pueblo, San Antonio de Padua, se celebran el fin de semana más próximo al día 13 de junio (día de San Antonio). A lo largo del fin de semana se suceden diferentes actos (espectáculos, degustación de pinchos, pasacalles con tamboril...); siendo su punto álgido el sábado por la mañana con la misa, y posterior procesión, dedicada al santo patrón.
- Fiesta de Nuestra Señorina ("Robo de la Albehaca"). El día 14 de agosto por la noche tiene lugar esta antigua tradición. A lo largo de la noche, los jóvenes del pueblo se suben a los balcones de las casas y buscan por todo el pueblo macetas de "albehaca", cogiendo los mejores ramilletes para lucirlos en las camisas o detrás de la oreja. También tiene lugar un pasacalles al ritmo de tamboril donde se pueden ver los bailes tradicionales de las Hurdes: la jota y el "picao" hurdano.